# Patrick Weaver
Patrick Weaver (* 29. Mai 1969 in Frankfurt am Main) ist ein ehemaliger US-amerikanischer Skilangläufer.

## Leben
Weaver, der an der University of New Hampshire studierte, trat international erstmals bei der Winter-Universiade 1995 in Candanchú in Erscheinung. Dort wurde er Achter über 30 km Freistil und Siebter über 15 km klassisch. Seine besten Platzierungen bei den nordischen Skiweltmeisterschaften 1997 in Trondheim waren der 52. Platz über 10 km klassisch und der 15. Rang mit der Staffel und bei den Olympischen Winterspielen im folgenden Jahr in Nagano der 40. Platz in der Verfolgung und der 17. Rang zusammen mit Marcus Nash, John Bauer und Justin Wadsworth in der Staffel. Bei den nordischen Skiweltmeisterschaften 1999 in Ramsau am Dachstein errang er jeweils den 52. Platz über 50 km klassisch und 30 km Freistil und bei den Olympischen Winterspielen 2002 in Salt Lake City den 45. Platz im Skiathlon und den 16. Platz über 15 km klassisch.
Seine beste Einzelplatzierung im Weltcup erreichte er im Januar 2001 in Soldier Hollow mit den 38. Platz im 30-km-Massenstartrennen. Außerdem wurde er mehrfacher US-amerikanischer Meister und holte vier Siege im Continental-Cup und fünf Siege bei FIS-Rennen.

## Teilnahmen an Weltmeisterschaften und Olympischen Winterspielen

### Olympische Winterspiele
- 1998 Nagano: 17. Platz Staffel, 40. Platz 15 km Verfolgung, 43. Platz 10 km klassisch, 44. Platz 50 km Freistil
- 2002 Salt Lake City: 16. Platz 15 km klassisch, 45. Platz 20 km Skiathlon

### Nordische Skiweltmeisterschaften
- 1997 Trondheim: 15. Platz Staffel, 52. Platz 10 km klassisch, 60. Platz 15 km Verfolgung, 65. Platz 50 km klassisch
- 1999 Ramsau am Dachstein: 52. Platz 50 km klassisch, 52. Platz 30 km Freistil

## Siege bei Continental-Cup-Rennen
| Nr. | Datum             | Ort        | Disziplin       | Serie           |
| --- | ----------------- | ---------- | --------------- | --------------- |
| 1.  | 28. März 1996     | Sun Valley | 10 km Freistil  | Continental-Cup |
| 2.  | 14. Dezember 1996 | Spokane    | 10 km klassisch | Continental-Cup |
| 3.  | 28. November 1999 | Vernon     | 10 km Freistil  | Continental-Cup |
| 4.  | 3. Februar 2001   | Marquette  | 10 km klassisch | Continental-Cup |